# World Solar Challenge 2019
De Bridgestone World Solar Challenge 2019 was de vijftiende editie van de World Solar Challenge (WSC), een race voor zonnewagens die tweejaarlijks in Australië wordt gehouden. De gebruikelijke 3021 km lange route (zie het hoofdartikel World Solar Challenge) van Darwin naar Adelaide werd gereden met controleposten in Katherine (322 km), Daly Waters (588 km), Tennant Creek (987 km), Barrow Creek (1210 km), Alice Springs (1493 km), Kulgera (1766 km), Coober Pedy (2179 km), Glendambo (2432 km) en Port Augusta (2720 km). De Bridgestone World Solar Challenge 2019 startte op 13 oktober.

## Race klassen
De Bridgestone World Solar Challenge 2017 heeft 3 klassen: de Challenger-klasse, de Cruiser-klasse, en de Adventure-klasse.
Challenger-klasse
In de "Challenger"-klasse werd alleen op zonne-energie gereden, afgezien van de ongeveer 5 kWh die de volgeladen accu aan het begin van de race heeft, terwijl er met bijna lege accu in Adelaide wordt geëindigd. Deze wagens moeten aan strenge regels voldoen en vervoeren alleen één coureur. De race in de challenger klasse wordt telkens om 8:00 uur begonnen en om 17:00 uur stilgelegd, vastgesteld door een meerijdende controleur. De tijd dat er na 17:00 uur wordt doorgereden om een goede nachtkampplek te vinden, wordt bij de start de volgende ochtend gecompenseerd. De maximum oppervlakte voor Silicium PV cellen voor de challenger klasse is verkleind tot 4 m² (was 6 m²), tot 3,56 m² voor dunne film gallium arsenide (GaAs) en tot 2,64 m² voor multi-junction cellen. Voor de Cruiser klasse zijn deze waarden 5,0 respectievelijk 4,4 en 3,3 m². De maximum afmetingen zijn verruimd tot 5 meter lengte en 2,20 meter breedte. Er moeten extra mechanische remmen op alle vier de wielen worden gemonteerd.
Het resultaat van de oppervlakteverkleining van de zonnecellen is, dat de meeste wagens smaller gebouwd zijn en daarom ook een lagere luchtweerstand hebben. Hoewel de oppervlakte van de cellen met een derde is afgenomen, en daarmee ook het opgevangen vermogen met een derde is afgenomen, is de snelheid gedaald van gemiddeld 90 km/uur tot circa 80 km/uur voor de koploper Nuna9, waarin triple junction GaAs zonnecellen zijn toegepast. Een opvallende constructie is de Novum uit Michigan, een smal voertuig, dat slechts één wielkast heeft voor alle 4 wielen en de coureur. Ook de Tokai Challenger uit Japan heeft deze constructie.
Cruiser-klasse
In de "Cruiser"-klasse werd met auto's met zonnecellen gereden, maar de accu's werden onderweg ook vanuit het elektriciteitsnet bijgeladen, het aantal bijgeladen kWh is geregistreerd. Deze auto's hebben meer comfort en praktische bruikbaarheid en worden daarop ook beoordeeld: dit telt mee in de puntenwaardering waarop de einduitslag wordt gebaseerd. Belangrijk is de efficiëntie, uitgedrukt in passagierskilometers per kilowattuur extern bijgeladen lading. Veel passagiers vervoeren helpt dit getal omhoog. De wagens hebben naast de bestuurder nog minimaal één extra passagier. De Stella Vie uit Eindhoven had 5 inzittenden.
Adventure-klasse
In de "Adventure"-klasse reden onder andere zonnewagens die niet aan de strenge eisen voor de "Challenger"-klasse voldoen, bijvoorbeeld oudere zonnewagens, maar die wel veilig bevonden worden. Er is in de adventure klasse geen wedstrijd-element.

## Challenger klasse

### Deelnemers challenger klasse
| Deelnemer                             | Wagen naam           | Land                | Plaats |
| ------------------------------------- | -------------------- | ------------------- | ------ |
| Western Sydney Solar Team             | Unlimited 3          | Australië           | 20     |
| MTAA Super Sol Invictus               | MTAA Super Charge    | Australië           |        |
| Agoria Solar Team                     | BluePoint            | België              | 1      |
| Blue Sky Solar Racing                 | Viridian             | Canada              | 11     |
| Eclipse                               | Eclipse X            | Canada              | 9      |
| Antakari                              | Intikallpa V         | Chili               | 7      |
| Team Sonnenwagen Aachen               | Covestro Sonnenwagen | Duitsland           | 6      |
| Tokai University Solar Car Team       | Tokai Challenger     | Japan               | 3      |
| Goko High School                      | Mushousin            | Japan               | 13     |
| NITech Solar Racing                   | Horizon Ace          | Japan               | 8      |
| Kogakuin University Solar Team        | KUTE EAGLE           | Japan               | 5      |
| UiTM EcoPhoton Solar Racing Team      | Tigris               | Maleisië            |        |
| Vattenfall Solar Team                 | NunaX                | Nederland           | 12     |
| Top Dutch Solar Racing                | Green Lightning      | Nederland           | 4      |
| Solar Team Twente                     | RED E                | Nederland           | 17     |
| Estidamah                             | Sana                 | Saoedi-Arabië       |        |
| Durham University Electric            | Ortus                | Verenigd Koninkrijk | 14     |
| Team Solaris                          | S10                  | Turkije             | 18     |
| Kookmin University Solar Team         | Man-Se               | Zuid-Korea          | 19     |
| University of Michigan Solar Car Team | Electrum             | Verenigde Staten    | 2      |
| Stanford Solar Car Project            | Black Mamba          | Verenigde Staten    |        |
| JU Solar Team                         | Axelent              | Zweden              | 10     |
| Chalmers Solar Team                   | Alfrödull            | Zweden              | 21     |
| Halmstad University Solar Team        | Heart Three          | Zweden              |        |
| MDH Solar Team                        | Viking               | Zweden              |        |
| Solar Energy Racers SER               | SER-3                | Zwitserland         | 15     |

### Dag 1, zondag 13 oktober 2019
| Plaats | Wagen                | Team                                  | Land             | Afstand (km)      | Aankomsttijd ACDT | Gemiddelde snelheid (km/hr) |
| ------ | -------------------- | ------------------------------------- | ---------------- | ----------------- | ----------------- | --------------------------- |
| 1      | RED E                | Solar Team Twente                     | Nederland        | 588 (Daly Waters) | 15:32             | 83,5                        |
| 2      | Green Lightning      | Top Dutch Solar Racing                | Nederland        | 588               | 15:57             | 78,9                        |
| 3      | NunaX                | Vattenfall Solar Team                 | Nederland        | 588               | 15:59             | 78,5                        |
| 4      | BluePoint            | Agoria Solar Team                     | België           | 588               | 16:05             | 77,4                        |
| 5      | Electrum             | University of Michigan Solar Car Team | Verenigde Staten | 588               | 16:08             | 77,0                        |
| 6      | Covestro Sonnenwagen | Team Sonnenwagen Aachen e.V.          | Duitsland        | 588               | 16:09             | 76,8                        |
| 7      | Tokai Challenger     | Tokai University Solar Team           | Japan            | 588               | 16:12             | 76,3                        |
| 8      | Unlimited 3          | Western Sydney Solar Team             | Australië        | 588               | 16:59             | 69,3                        |
| 9      | KUTE EAGLE           | Kogakuin University Solar Team        | Zweden           | 588               | 14 oktober 8:03   |                             |
| 10     | Viridian             | Blue Sky Solar Racing                 | Canada           | 588               | 14 oktober 8:03   |                             |

### Dag 2, maandag 14 oktober 2019
| Plaats | Wagen                | Team                                  | Land             | Afstand (km)        | Aankomsttijd (ACDT) | Gemiddelde snelheid (km/hr) |
| ------ | -------------------- | ------------------------------------- | ---------------- | ------------------- | ------------------- | --------------------------- |
| 1      | RED E                | Solar Team Twente                     | Nederland        | 1209(Barrow Creek)  | 14:31               | 89,2                        |
| 2      | NunaX                | Vattenfall Solar Team                 | Nederland        | 1209                | 14:51               | 87,6                        |
| 3      | BluePoint            | Agoria Solar Team                     | België           | 1209                | 16:05               | 86,2                        |
| 4      | Covestro Sonnenwagen | Team Sonnenwagen Aachen e.V.          | Duitsland        | 1209                | 15:12               | 83,6                        |
| 5      | Electrum             | University of Michigan Solar Car Team | Verenigde Staten | 1209                | 15:14               | 84,1                        |
| 6      | Tokai Challenger     | Tokai University Solar Team           | Japan            | 1209                | 15:14               | 83,8                        |
| 7      | Green Lightning      | Top Dutch Solar Racing                | Nederland        | 1209                | 15:28               | 84,2                        |
| 8      | KUTE EAGLE           | Kogakuin University Solar Team        | Japan            | 1209                | 16:15               | 77,2                        |
| 9      | Axelent              | JU Solar Team                         | Zweden           | 986 (Tennant Creek) | 14:31               | 70,3                        |
| 10     | Horizon Ace          | NITech Solar Racing                   | Japan            | 986                 | 14:42               | 69,4                        |

### Dag 3, dinsdag 15 oktober 2019
| Plaats | Wagen                | Team                                   | Land             | Afstand (km)         | Aankomsttijd (ACDT) | Gemiddelde snelheid (km/hr) |
| ------ | -------------------- | -------------------------------------- | ---------------- | -------------------- | ------------------- | --------------------------- |
| 1      | RED E                | Solar Team Twente                      | Nederland        | 1765(Kulgera)        | 12:40               | 92,0                        |
| 2      | NunaX                | Vattenfall Solar Team                  | Nederland        | 1765                 | 12:51               | 91,2                        |
| 3      | BluePoint            | Agoria Solar Team                      | België           | 1765                 | 16:05               | 89,7                        |
| 4      | Covestro Sonnenwagen | Team Sonnenwagen Aachen e.V.           | Duitsland        | 1765                 | 13:31               | 88,2                        |
| 5      | Electrum             | University of Michigan Solar Car Team  | Verenigde Staten | 1765                 | 13:39               | 87,5                        |
| 6      | Electrum             | Universitry of Michigan Solat Car Team | Verenigde Staten | 1765                 | 13:42               | 87,4                        |
| 7      | KUTE EAGLE           | Kogakuin University Solar Team         | Japan            | 1765                 | 14:32               | 83,9                        |
| 8      | Green Lightning      | Top Dutch Solar Racing                 | Nederland        | 1765                 | 14:41               | 83,3                        |
| 9      | Axelent              | JU Solar Team                          | Zweden           | 1493 (Alice Springs) | 14:13               | 70,3                        |
| 10     | Intikalpa V          | Antakari                               | Chili            | 1493                 | 14:17               | 69,4                        |

In de nacht van 15 op 16 oktober stormde het hevig en waren er onweersbuien.

### Dag 4, woensdag 16 oktober 2019
| Plaats | Wagen                | Team                                  | Land             | Afstand (km)        | Aankomsttijd (ACDT) | Gemiddelde snelheid (km/hr) |
| ------ | -------------------- | ------------------------------------- | ---------------- | ------------------- | ------------------- | --------------------------- |
| 1      | NunaX                | Vattenfall Solar Team                 | Nederland        | 2720 (Port Augusta) | 16:44               | 88,5                        |
| 2      | BluePoint            | Agoria Solar Team                     | België           | 2720                | 16:51               | 88,1                        |
| 3      | Tokai Challenger     | Tokai University Solar Team           | Japan            | 2431 (Glandambo)    | 13:31               | 86,7                        |
| 4      | Electrum             | University of Michigan Solar Car Team | Verenigde Staten | 2431                | 14:21               | 84,3                        |
| 5      | Green Lightning      | Top Dutch Solar Racing                | Nederland        | 2431                | 15:48               | 80,2                        |
| 6      | KUTE EAGLE           | Kogakuin University Solar Team        | Japan            | 2178 (Coober Pedy)  | 12:04               | 80,4                        |
| 7      | Covestro Sonnenwagen | Team Sonnenwagen Aachen e.V.          | Duitsland        | 2178                | 15:08               | 72,3                        |
| 8      | Horizon Ace          | NITech Solar Racing                   | Japan            | 1765 (Kulgera)      | 10:22               | 68,2                        |
| 9      | Intikalpa V          | Antakari                              | Chili            | 1765                | 10:34               | 67,7                        |
| 10     | Viridian             | Blue Sky Solar Racing                 | Canada           | 1765                | 11:00               | 66,6                        |

De "RED E" van Solar Team Twente is 20 minuten na start van de weg gewaaid. In de berm is hij over de kop geslagen. Daardoor is de voorwielophanging dusdanig beschadigd dat de race uitrijden niet mogelijk was. Na een dag hard werken, was de RED E zo ver gerepareerd dat passeren van de finish en mee rijden in de parade toch mogelijk was. Coureur Evert van der Hoek bleef ongedeerd. Een groot aantal andere zonnewagens moest deze dag eveneens worden afgevoerd op een aanhangwagen, te weten: Unlimited 3 ( Australië), Man-SE ( Zuid-Korea), AlfrÖdull ( Zweden), Tigris ( Maleisië), S10 ( Zuid-Korea), Black Mamba ( Verenigde Staten), Heart Three ( Zweden), MTAA Super Charge 2 ( Australië), Sana ( Saoedi-Arabië) en Viking ( Zweden).

### Dag 5, donderdag 17 oktober 2019
| Plaats | Wagen                | Team                                  | Land             | Afstand (km)        | Aankomsttijd (ACDT) | Gemiddelde snelheid (km/hr) |
| ------ | -------------------- | ------------------------------------- | ---------------- | ------------------- | ------------------- | --------------------------- |
| 1      | BluePoint            | Agoria Solar Team                     | België           | 3020 (Adelaide)     | 11:52               | 86,6                        |
| 2      | Tokai Challenger     | Tokai University Solar Team           | Japan            | 3020                | 12:04               | 86,1                        |
| 3      | Electrum             | University of Michigan Solar Car Team | Verenigde Staten | 3020                | 14:56               | 79,6                        |
| 4      | Green Lightning      | Top Dutch Solar Racing                | Nederland        | 3020                | 15:30               | 78,4                        |
| 5      | NunaX                | Vattenfall Solar Team                 | Nederland        | 2720 (Port Augusta) | 16 oktober 16:44    | 88,5                        |
| 6      | KUTE EAGLE           | Kogakuin University Solar Team        | Japan            | 2720                | 14:18               | 72,9                        |
| 7      | Covestro Sonnenwagen | Team Sonnenwagen Aachen e.V.          | Duitsland        | 2720                | 14:49               | 71,9                        |
| 8      | Intikalpa V          | Antakari                              | Chili            | 2431 (Glendambo)    |                     |                             |
| 9      | Horizon Ace          | NITech Solar Racing                   | Japan            | 2431                | 10:22               | 66,6                        |
| 10     | Axelent              | JU Solar Team                         | Zweden           | 2431                | 13:51               | 65,1                        |

Op minder dan 250 km voor de finish is de NunaX in brand gevlogen. Coureur Tim van Leeuwen kon de wagen, nadat hij hem aan de kant van de weg geparkeerd had, veilig verlaten. Er rest slechts een ashoop en metaalresten.

### Dag 6, vrijdag 18 oktober 2019
| Plaats | Wagen                | Team                           | Land      | Afstand (km)    | Aankomsttijd (ACDT) | Gemiddelde snelheid (km/hr) |
| ------ | -------------------- | ------------------------------ | --------- | --------------- | ------------------- | --------------------------- |
| 5      | KUTE EAGLE           | Kogakuin University Solar Team | Japan     | 3020 (Adelaide) | 9:53                | 72.10                       |
| 6      | Covestro Sonnenwagen | Team Sonnenwagen Aachen e.V.   | Duitsland | 3020            | 10:03               | 71,8                        |
| 7      | Intikalpa V          | Antakari                       | Chili     | 3020            | 13:07               | 66,7                        |
| 8      | Horizon Ace          | NITech Solar Racing            | Japan     | 3020            | 13:24               | 66,5                        |
| 9      | Eclipse X            | Eclipse                        | Canada    | 3020            | 14:21               | 65,1                        |
| 10     | Axelent              | JU Solar Team                  | Zweden    | 3020            | 14:44               | 64,6                        |

## Cruiser klasse
| Wagen                 | Team                                          | Land                | Bruikbaarheid | Personen-km | Externe kWh | Rendement | Plaats |
| --------------------- | --------------------------------------------- | ------------------- | ------------- | ----------- | ----------- | --------- | ------ |
| Investigator Mk3      | Flinders Automotive Solar Team                | Australië           | 63,7          |             |             |           |        |
| Violet                | Sunswift                                      | Australië           | 69,5          | 6042        | 89,83       | 39,0      | 2      |
| Priscilla             | ATN Solar Car Team                            | Australië           | 72,2          |             |             |           |        |
| ThyssenKrupp SunRiser | SolarCar-Team Hochschule Bochum               | Duitsland           | 75,1          | 1974        | 37,26       | 36,3      | 4      |
| Sun shuttle III       | Sun Shuttle                                   | China               | 53,4          | 1974        | 20,78       | 9,4       | 6      |
| Sophie 6s             | IVE Engineering Solar Car                     | Hongkong            | 63,4          | 3021        | 68,39       | 28,0      | 3      |
| Emilia 4              | Onda Solare                                   | Italië              | 78,4          |             |             |           |        |
| Stella Era            | Solar Team Eindhoven                          | Nederland           | 93,1          | 7957        | 71,24       | 104,0     | 1      |
| Eagle 2               | Lodz Solar Team                               | Polen               | 82,4          |             |             |           |        |
| STC3                  | Siam Technology Motor Sport                   | Thailand            | 62,8          |             |             |           |        |
| Helia                 | Cambridge University Eco Racing               | Verenigd Koninkrijk | 79,1          |             |             |           |        |
| Eos II                | University of Minnesota Solar Vehicle Project | Verenigde Staten    | 76,3          | 1974        | 25,70       | 11,2      | 5      |
| Tachyon               | CalSol                                        | Verenigde Staten    | 57,6          |             |             |           |        |

## Adventure klasse
| Wagen          | Team                   | Land                | Zelfstandig tot Adelaide | Gemiddelde snelheid |
| -------------- | ---------------------- | ------------------- | ------------------------ | ------------------- |
| Arrow 1        | Team Arrow             | Australië           | ja                       | 67,6 km/hr          |
| SAV            | TAFE South Australia   | Australië           | nee                      |                     |
| Ardingly Solar | Ardingly College Solar | Verenigd Koninkrijk | nee                      |                     |